# المسجد الجامع كوالالمبور
المسجد الجامع بني المسجد في عام 1909، يعد المسجد الجامع واحد من أقدم المساجد في كوالالمبور عاصمة ماليزيا، يقع المسجد عند التقاء نهر كلانغ ونهر غمباك، تم تصميم المسجد من قبل آرثر بينيسون هوباك .

## التاريخ
قام بافتتاح المسجد سلطان ولاية سلاغور، السلطان علاء الدين سليمان شاه، وكان الافتتاح الرسمي في عام 1909 وذلك بعد عامين من البناء، تم بناء المسجد على أول مقبرة للملايو في المدينة، وكان بناء المسجد قبل المسجد الوطني ومسجد نيجارا، وافتتح المسجد القديم في عام 1965، ويعد المسجد بمثابة المسجد الرئيسي في كوالالمبور، المسجد هو عبارة عن خليط من الهندسة المعمارية المغربية والهندية والمغولية.

## الأئمة والمؤذنين
تعاقب على المسجد عدد من الأئمة والخطباء وهم :
- الأستاذ الحاج عبد الحليم بن يتيم (من عام 1990) .
- الأستاذ محمد زمري بن شافي (2004 - 2013) .
- الأستاذ محمد فيصل بن تان مطلب (كبير الأئمة من عام 2010) .
- الأستاذ سيف الأزهر (كبير الأئمة من عام 2010) .
- الأستاذ محمد هيسيام (من عام 2012) .
- الأستاذ محمد سيوكري (من عام 2012) .
- الأستاذ أحمد فردوس (من عام 2013) .

وتعاقب على المسجد عدد من المأذنين وهم :
- الأستاذ محمد الشهقفي (2011 - 2012) .
- الأستاذ محمد سيوكري (ديسمبر 2011 - يونيو 2012) .
- الأستاذ نور عزار الدين بن أحمد .
- الأستاذ محمد عزوان بن شريف (كبير المؤذنيين) .
- الأستاذ محمد حافظ (من يوليو 2012) .
- الأستاذ محمد فرحان (من يونيو 2013) .

## الصور

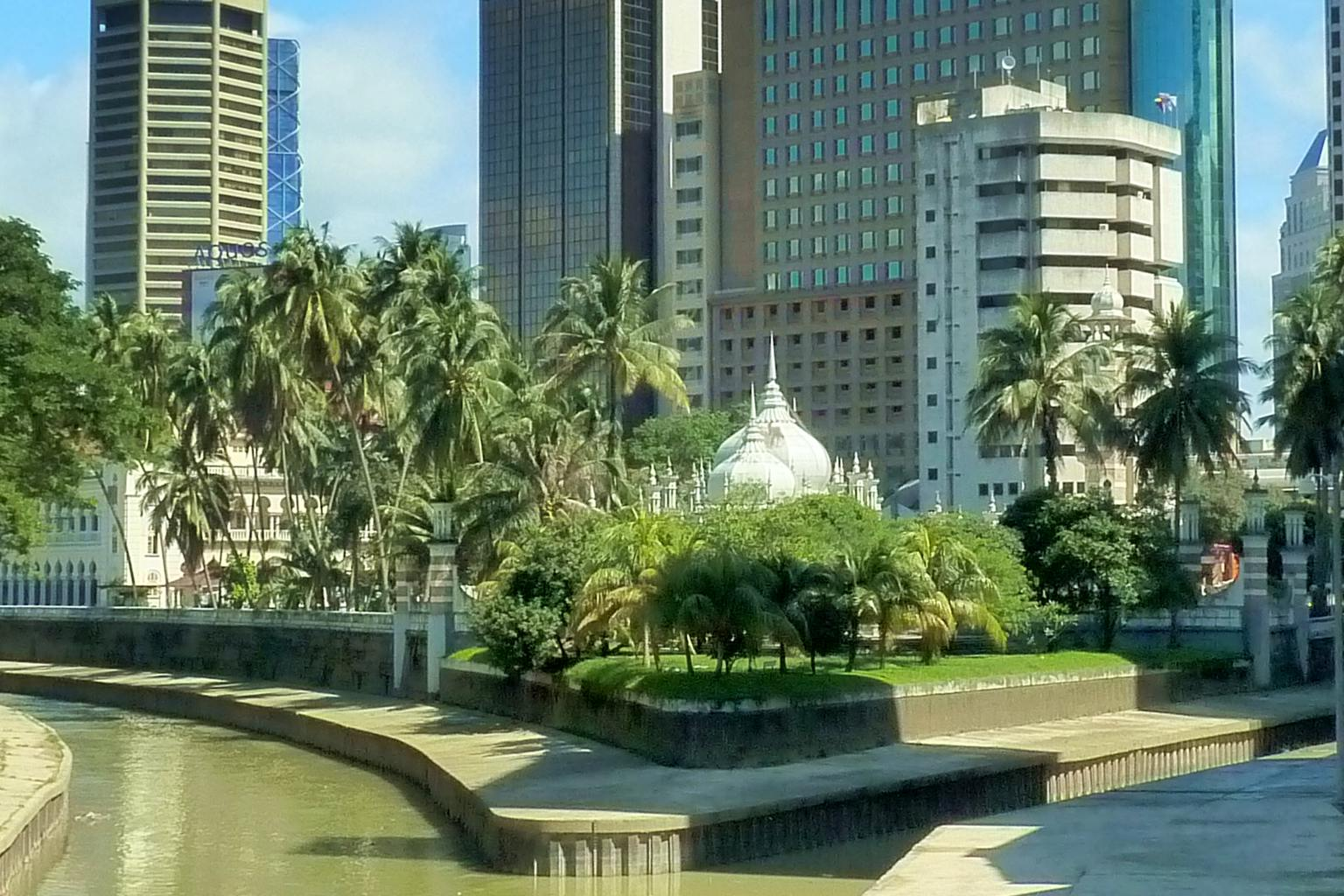
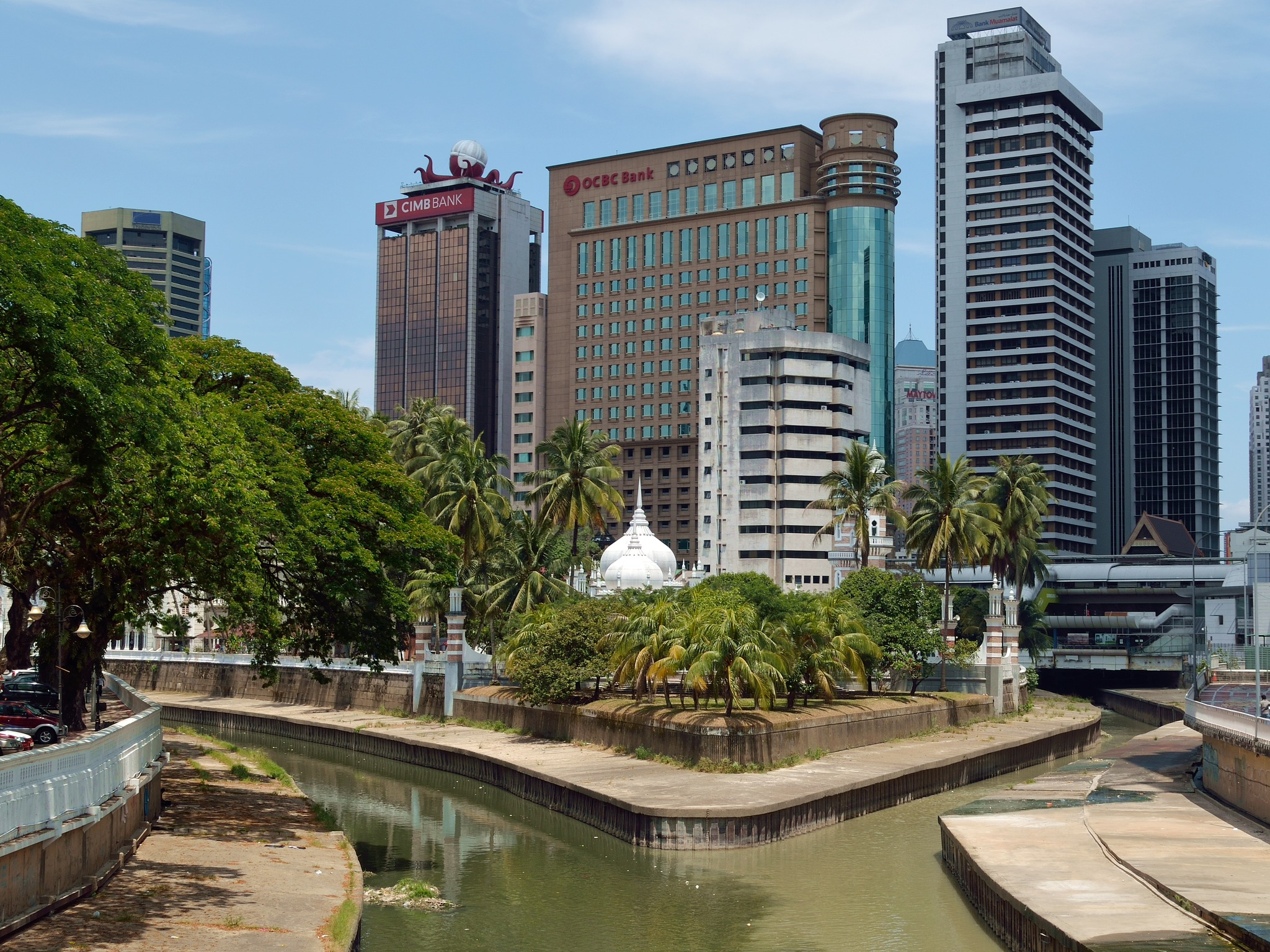
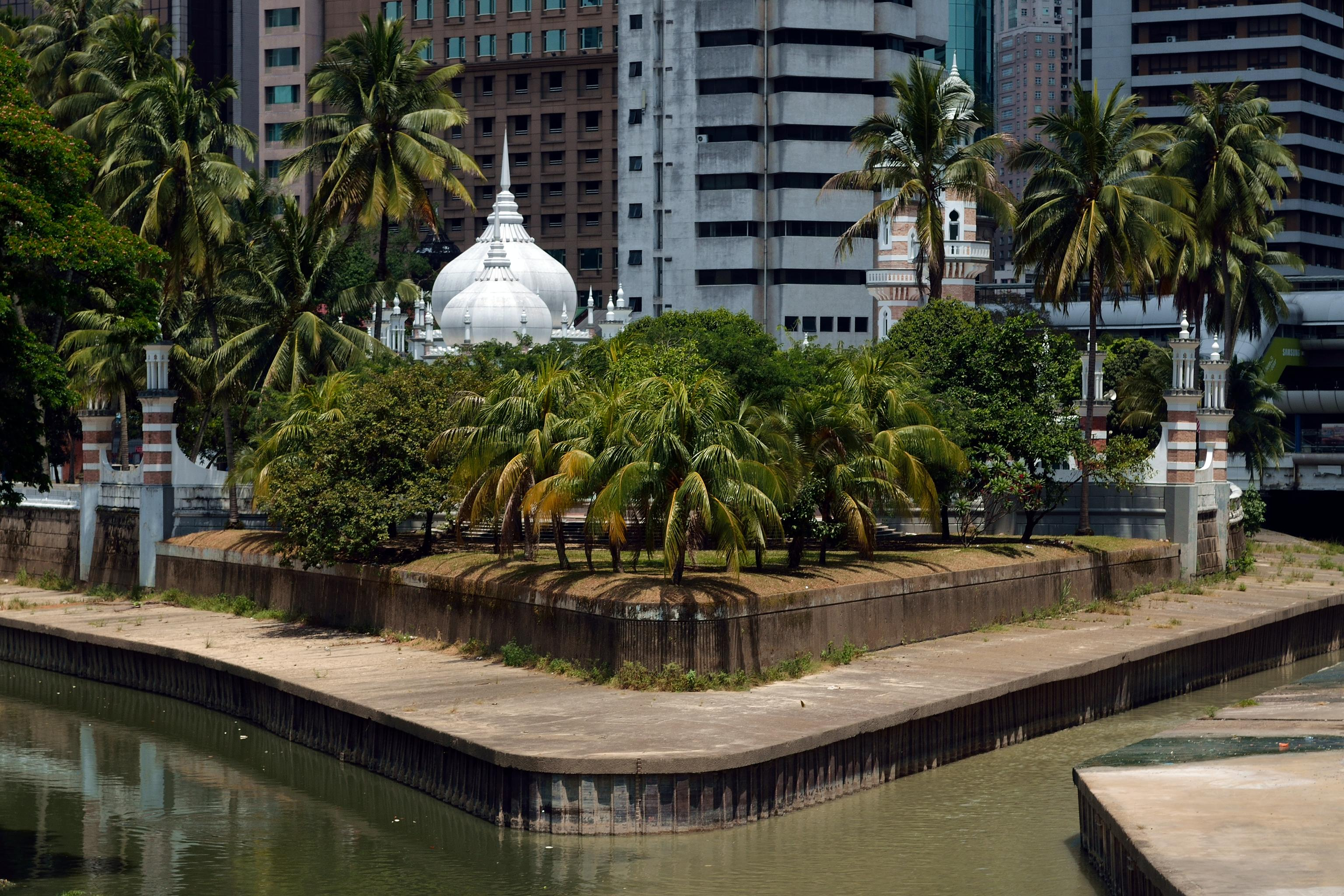
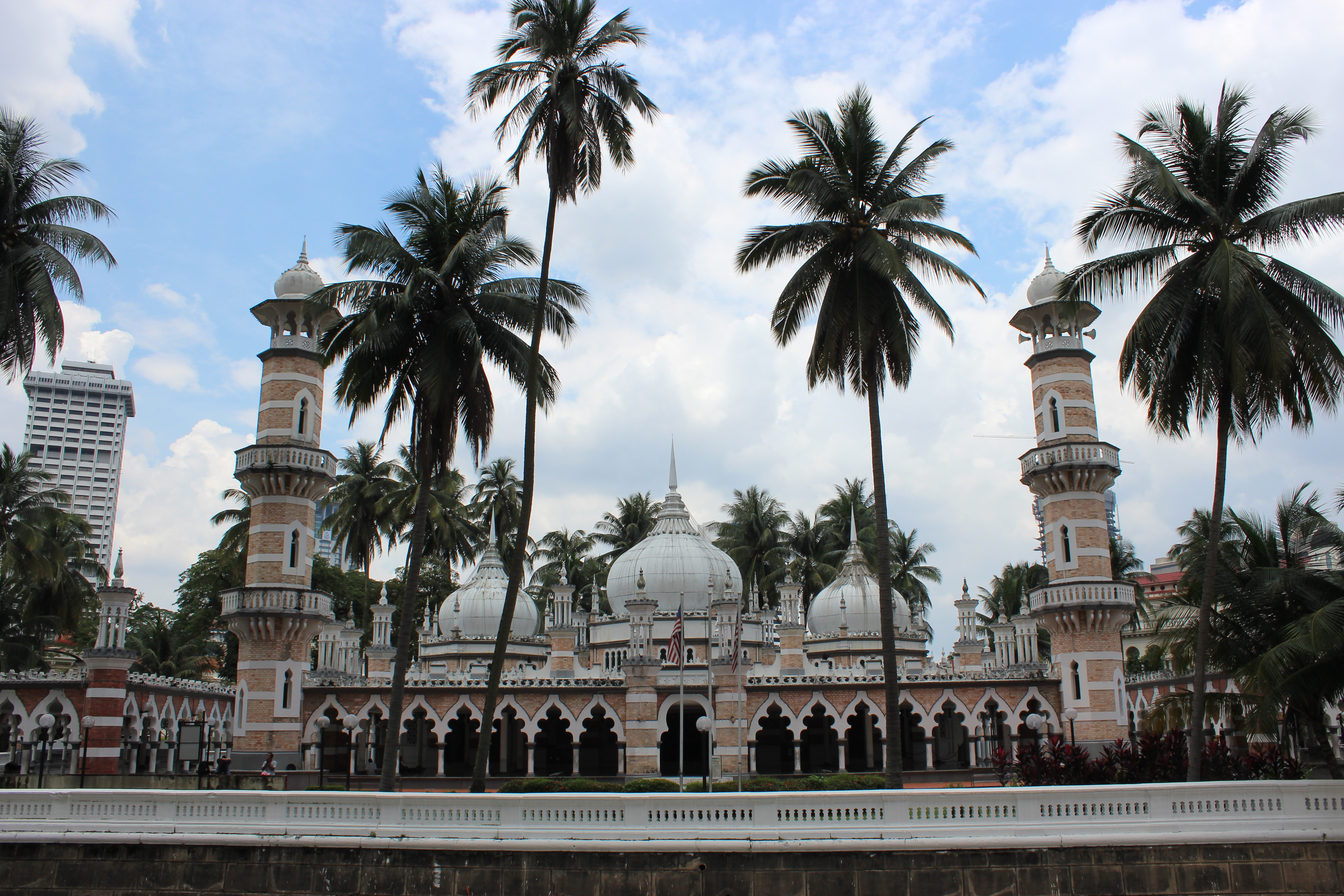
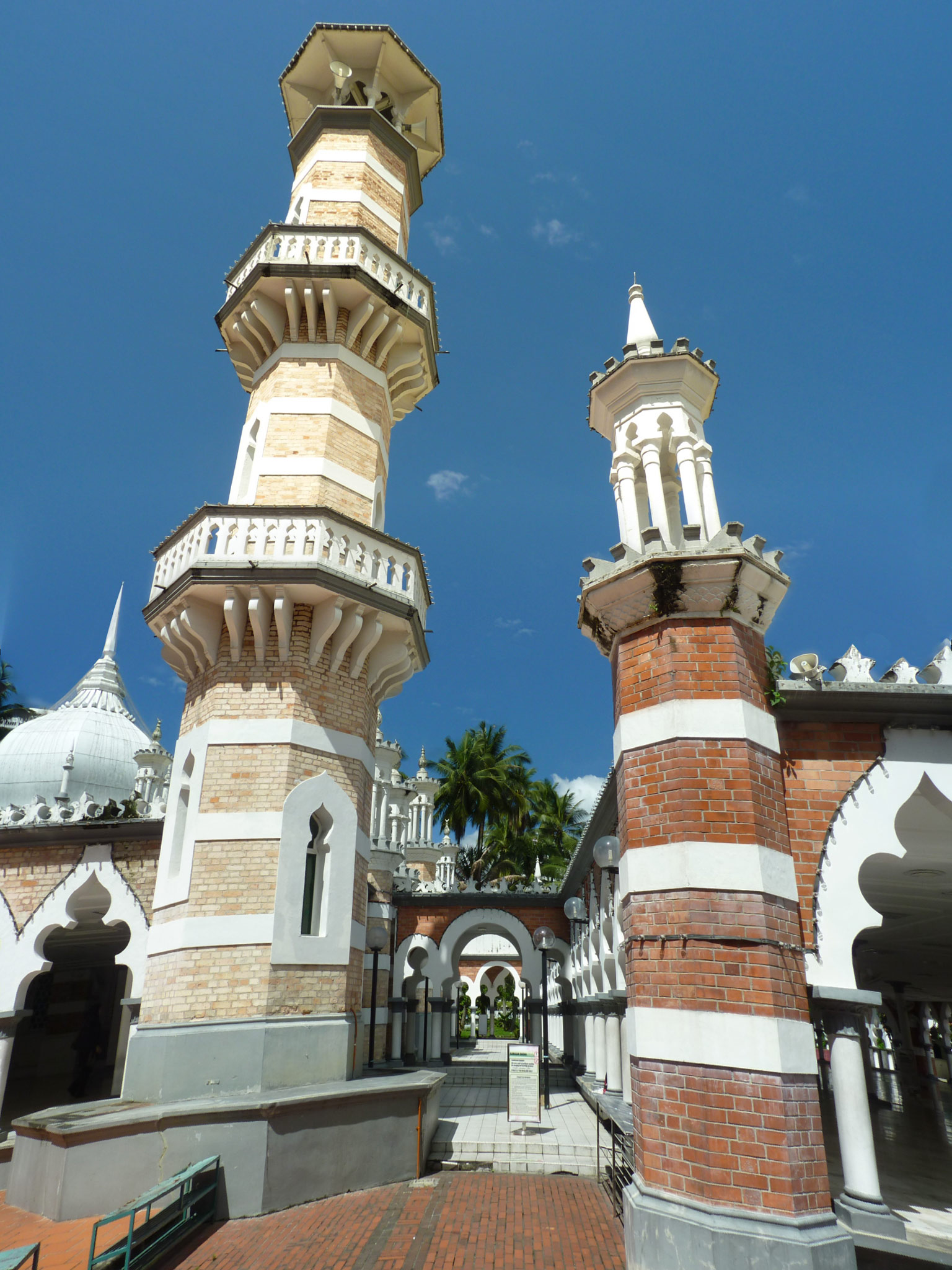